# Liste des sites et monuments classés de la wilaya de Boumerdès
Cet article présente une liste des sites et monuments classés de la wilaya de Boumerdès, en Algérie.

## Liste officielle
| Id    | Identification du bien                                  | Datation           | Commune     | Coordonnées    | Catégorie du classement                     | Mesures et date de protection | Date de publication au Journal Officiel | Illustration    |                       |
| ----- | ------------------------------------------------------- | ------------------ | ----------- | -------------- | ------------------------------------------- | --- | --------------------------------------- | --------------- | --------------------- |
| 35-1  | Phare Bordj l'Fnar                                      | Contemporaine      | Dellys      | à géolocaliser | Classé                                      | Classé sur la liste des biens culturels par arrêté du 28/04/2016, après avis conforme de la commission nationale des biens culturels tenu le 15/09/2015.                     | N° 34 du 08/06/2016                     |                 | Télécharger une image |
| 35-2  | Siège de l'exécutif provisoire Rocher noir              | Contemporaine      | Boumerdés   | à géolocaliser | Classé                                      | Classé sur la liste des biens culturels par arrêté du 03/12/2015, après avis conforme de la commission nationale des biens culturels tenu le 18/03/2015.                     | N° 28 du 08/05/2016                     | Image manquante | Télécharger une image |
| 35-3  | Site archéologique Zemouri El Bahri                     | Période stratifiée | Zemmouri    | à géolocaliser | Classé                                      | Classé sur la liste des biens culturels par arrêté du 28/04/2016, après avis conforme de la commission nationale des biens culturels tenu le 15/09/2015.                     | N° 34 du 08/06/2016                     | Image manquante | Télécharger une image |
| 35-4  | Mausolée du Bey Mohamed Ben Ali                         | Médiévale          | Tidjelabine | à géolocaliser | Inscription sur l'inventaire supplémentaire | Inscrit sur l'inventaire supplémentaire Arrêté signé par le wali N° 1288 du 22/11/2008                                                                                       | Arrêté non pub au journal officiel      | Image manquante | Télécharger une image |
| 35-5  | Zaouïa Sid Ahmed Bel Abbes                              | Médiévale          | Zemmouri    | à géolocaliser | Inscription sur l'inventaire supplémentaire | Inscrit sur l'inventaire supplémentaire Arrêté signé par le wali N° 1287 du 22/11/2008                                                                                       | Arrêté non pub au journal officiel      | Image manquante | Télécharger une image |
| 35-6  | Zaouïa Sid Ali Ben Ali Ben Ahmed El Boumerdassi (basse) | Médiévale          | Boumerdes   | à géolocaliser | Inscription sur l'inventaire supplémentaire | Inscrit sur l'inventaire supplémentaire Arrêté signé par le wali N° 1290 du 22/11/2008                                                                                       | Arrêté non pub au journal officiel      | Image manquante | Télécharger une image |
| 35-7  | Zaouïa Sid Ali Ben Ali Ben Ahmed El Boumerdassi (haute) | Médiévale          | Tidjelabine | à géolocaliser | Inscription sur l'inventaire supplémentaire | Inscrit sur l'inventaire supplémentaire Arrêté signé par le wali N° 1289 du 22/11/2008                                                                                       | Arrêté non pub au journal officiel      | Image manquante | Télécharger une image |
| 35-8  | Site archéologique de Marcon                            | Préhistorique      | Afir        | à géolocaliser | Inscription sur l'inventaire supplémentaire | Inscrit sur l'inventaire supplémentaire Arrêté signé par le wali N° 100 du 26/01/2020                                                                                        | Arrêté non pub au journal officiel      | Image manquante | Télécharger une image |
| 35-9  | Site archéologique El Soumaâ                            | Antique            | Thenia      | à géolocaliser | Inscription sur l'inventaire supplémentaire | Inscrit sur l'inventaire supplémentaire Arrêté signé par le wali N° 102 du 26/01/2020                                                                                        | Arrêté non pub au journal officiel      | Image manquante | Télécharger une image |
| 35-10 | Site archéologique Draa Zeg Etter                       | Antique            | Issers      | à géolocaliser | Inscription sur l'inventaire supplémentaire | Inscrit sur l'inventaire supplémentaire Arrêté signé par le wali N° 101 du 26/01/2020                                                                                        | Arrêté non pub au journal officiel      | Image manquante | Télécharger une image |
| 35-11 | Vieille ville de Dellys                                 | Moderne            | Dellys      | à géolocaliser | Secteur sauvegardé                          | Créé et délimité en secteur sauvegardé par Décret Exécutif n° 07-277 du 18/09/2007, après avis favorable de la commission nationale des biens culturels tenu le 13/07/2005 . | N° 58 du 19/09/2007                     |                 | Télécharger une image |

## Liste additionnelle (à vérifier)
| Identifiant monument | monument                   | Description | Ville       | Adresse | Coordonnées    | Illustration           |                       |
| -------------------- | -------------------------- | ----------- | ----------- | ------- | -------------- | ---------------------- | --------------------- |
|                      | Zaouïa de Sidi Amar Cherif |             | Sidi Daoud  |         | à géolocaliser | Image manquante        | Télécharger une image |
|                      | Zaouïa de Sidi Boumerdassi |             | Tidjelabine |         | à géolocaliser | Image manquante        | Télécharger une image |
|                      | Grottes de Souk El Had     |             | Souk El Had |         | à géolocaliser | Grottes de Souk El Had | Télécharger une image |